# Pierre de Latilly
Pierre de Latilly (mort le 15 mars 1328) est un légiste français du début du XIVe siècle, qui exerce les fonctions de chancelier de France sous Philippe IV le Bel.

## Biographie

### Légiste et chancelier de Philippe IV le Bel
Pierre de Latilly est né à Latilly à une date inconnue. Juriste de formation, il devient clerc et consacre sa carrière au service de la royauté. Parallèlement, il est chanoine à Tournai, Soissons (de 1292 à 1294) et enfin Paris. Il est en 1290 collecteur de la taxe sur l'acquisition des fiefs au sein de deux bailliages, celui de Gisors et celui de Senlis. Il effectue de très nombreuses missions, en Flandre, à Toulouse, à Mâcon, etc. En 1297, on le retrouve en Languedoc où il organise des levées d'impôts. Quatre ans plus tard, il préside les saisies des biens des juifs. Spécialiste en fiscalité et agent fidèle de l'état royal naissant, il détermine l'assiette fiscale, gère les transferts de fonds et se montre intraitable en ce qui concerne le recouvrement des impôts, même envers les pauvres, ce qui le rend très impopulaire. 
À partir de 1305, il effectue un nombre impressionnant de missions diplomatiques pour le roi Philippe IV le Bel. Il discute entre autres de l'affaire de l'Ordre du Temple avec le pape Clément V, est envoyé trois fois en Angleterre et tente de resserrer les liens fragiles avec le roi des Romains Henri VII. Il est l'un des artisans d'un traité signé avec celui-ci en 1311. En 1307, il occupe le poste de trésorier dans la ville d'Angers. Personnage discret mais influent de l'entourage du roi, Latilly est sans doute son principal conseiller en matière fiscale. Le 26 avril 1313, il est nommé au poste important de chancelier de France en lieu et place de Guillaume de Nogaret, récemment décédé. Malgré cette élévation, Latilly ne néglige pas ses affaires et garde sa propre clientèle juridique privée, notamment à Soissons. Quelques mois plus tard, il devient évêque de Chalons, ville dont il était déjà l'archidiacre. Ce siège lui permet de devenir pair ecclésiastique de France.

### Disgrâce sous Louis X et retour en faveur
À la mort de Philippe IV, le 29 novembre 1314, Pierre de Latilly est une des victimes de la réaction menée par Charles de Valois, à qui le nouveau roi Louis X abandonne le pouvoir, contre les anciens conseillers du feu roi, en particulier Enguerrand de Marigny. Il est destitué de son poste de chancelier, dont la charge est donnée à Étienne de Mornay, chancelier du comte de Valois, et est ensuite emprisonné sous prétexte d'avoir empoisonné « par maléfices » son prédécesseur au siège épiscopal de Chalons, Jean de Châteauvillain, ainsi que feu le roi Philippe en personne. 
Toutefois, Pierre de Latilly demande à être jugé selon la juridiction religieuse, ce qui lui permet de faire traîner l'instruction en longueur. En octobre 1315, au concile de Senlis présidé par Robert de Courtenay-Champignelles, il requiert, avant toutes choses, la liberté de sa personne, ainsi que la restitution de ses biens, ce qui lui est accordé. Par ailleurs, il réclame des compléments d'information sur les faits qui lui sont reprochés, ce qui a pour conséquence la prorogation du procès. Quelque temps après, trois femmes suspectées d'avoir empoisonné l'ancien évêque de Chalons sont brûlées vives à Paris. 
La mort de son ennemi juré Louis X le 5 juin 1316 tire Pierre de Latilly d'embarras. Le procès qui se tient finalement à Senlis en 1317 l'absout et lui permet de retrouver son siège épiscopal. Il s'occupe ensuite sans soucis majeurs de son évêché, Charles IV le Bel lui octroyant même en 1322 des sommes d'argent que lui devait la couronne sur ses gages de chancelier. Pierre de Latilly meurt le 15 mars 1328, quelques semaines après le roi Charles IV. On peut voir sa pierre tombale à la cathédrale de Châlons.

## Sceau
Conservé aux Archives nationales : cote CH1549 dans l'inventaire des sceaux de Champagne par Auguste Coulon.